# Ferrières-Poussarou
Ferrières-Poussarou is een gemeente in het Franse departement Hérault (regio Occitanie) en telt 59 inwoners (2009). De plaats maakt deel uit van het arrondissement Béziers.

## Geografie
De oppervlakte van Ferrières-Poussarou bedraagt 20,0 km², de bevolkingsdichtheid is dus 3 inwoners per km².
De onderstaande kaart toont de ligging van Ferrières-Poussarou met de belangrijkste infrastructuur en aangrenzende gemeenten.

## Demografie
Onderstaande figuur toont het verloop van het inwonertal (bron: INSEE-tellingen).